# Aeródromo de Hidalgo del Parral
El Campo de Aviación Parral, Aeródromo El Frisco o Aeródromo de Parral (Código OACI: MM84 – Código DGAC: FCO) es un pequeño aeropuerto privado de uso público ubicado en la localidad de El Frisco, al oeste de Hidalgo del Parral y es operado por la compañía de transporte aéreo no regular Transporte Aéreo Ernesto Sáenz S.A. de C.V. Cuenta con una pista de aterrizaje de 1,350 metros de largo y 18 metros de ancho, una plataforma de aviación de 5,000 metros cuadrados (125m x 40m), hangares y un pequeño esdificio terminal. El aeródromo solo opera aviación general.

## Accidentes e incidentes
- El 26 de octubre de 1975 una aeronave Piper PA-32 Cherokee Six con matrícula N3259W que realizaba un vuelo privado entre el Aeropuerto de Ciudad Juárez y el Aeródromo de Parral se estrelló mientras intentaba aterrizar en su aeropuerto de destino, causando daños irreparables en la aeronave. Ninguno de los 6 ocupantes perdió la vida.[2]